# She-Hulk
She-Hulk, il cui vero nome è Jennifer Susan Walters, è un personaggio dei fumetti creato dallo scrittore Stan Lee e dal disegnatore John Buscema nel 1980, pubblicato dalla Marvel Comics.
Jennifer Walters è un'avvocata che, dopo un attentato, ha ricevuto una trasfusione di sangue d'urgenza da suo cugino, Bruce Banner, e ha acquisito una versione più mite delle sue condizioni di Hulk. In quanto tale, Walters diventa una versione grande, potente e color verde di sé stessa. A differenza di Banner nella sua forma di Hulk, Walters conserva in gran parte la sua personalità e la sua intelligenza anche come She-Hulk. Come Hulk, è ancora suscettibile agli scoppi di rabbia e diventa molto più forte quando è infuriata. Nelle serie successive, la sua trasformazione è permanente e usa spesso l'umorismo.
She-Hulk ha fatto parte di gruppi come i Vendicatori, i Fantastici Quattro, gli Eroi in vendita, i Difensori, Fantastic Force, Liberatrici e dello S.H.I.E.L.D.. In qualità di avvocata altamente qualificata che è diventata una supereroina per caso, fa spesso leva sulla sua esperienza legale e personale per fungere da consulente legale a vari supereroi e altri metaumani.
Inizialmente un personaggio minore dell'universo Marvel, ha trovato la sua consacrazione grazie al ciclo di storie scritte e disegnate da John Byrne, che l'ha resa uno dei personaggi più noti dell'universo Marvel. Caratteristica precipua della versione di Byrne è un uso metatestuale del fumetto: Jennifer Walters è consapevole di essere un personaggio immaginario e abbatte spesso la quarta parete, rivolgendosi direttamente ai lettori.
She-Hulk è stata descritta come una delle eroine più importanti e potenti dell'universo Marvel. Risulta 11ª nella classifica di Comics Buyer's Guide «Le 100 donne più sexy dei fumetti».

## Storia editoriale
Il personaggio ha esordito nella serie a fumetti The Savage She-Hulk (vol. 1) nel febbraio 1980, scritta da Stan Lee – solo il primo numero – e da David Kraft, e pubblicata per soli due anni. Il personaggio tornò protagonista di una propria serie nel 1989, Sensational She-Hulk (vol. 1), scritta e disegnata inizialmente da John Byrne, caratterizzata da un tono umoristico-grottesco ed edita fino al 1994. Nel 2004 esordì una terza serie, She-Hulk (vol. 1) edita per soli 12 numeri e seguita l'anno successivo da una quarta, She-Hulk (vol. 2), pubblicata fino al 2009. All'interno del programma di rilancio editoriale noto come Marvel NOW!, esordì l'equivalente femminile di Hulk Rosso, Red She-Hulk, alter ego di Betty Ross, sulla testata omonima del 2012, Red She-Hulk (vol. 1), che continuò la numerazione della precedente serie dedicata ad Hulk, Hulk (vol. 1), partendo dal n. 58 ed edita fino al 2013. Nel 2014 esordì poi She-Hulk (vol. 3) edita fino al 2015 e poi, nel 2017, le storie del personaggio sono continuate nella serie Hulk (vol. 3), precedentemente dedicata ad Hulk ed edita fino a dicembre per 11 numeri quando è stata sostituita da She-Hulk (vol. 4) che, all'interno della saga Legacy, parte riprendendo la numerazione considerando tutte le serie e le miniserie precedenti dedicate al personaggio.

### Edizione italiana
L'edizione italiana delle storie del personaggio è stata pubblicata da diversi editori: inizialmente dalla Max Bunker Press in modo incompleto e discontinuo sulla rivista SuperComics, mentre la Play Press nella collana Play Special e dalla Panini Comics in appendice al mensile Fantastici Quattro.

## Biografia del personaggio

### Origini
Jennifer Walters è la figlia minuta e timida dello sceriffo della contea di Los Angeles William Morris Walters e di Elaine Banner Walters, quest'ultima morta in un incidente stradale quando Jennifer aveva diciassette anni. È la cugina per vie materne di Bruce Banner, celebre scienziato e supereroe Hulk.
Un giorno, Bruce visita la cugina per raccontarle la sua trasformazione nel Golia Verde, ma Jennifer viene ferita gravemente dagli uomini del criminale Nicholas Trask, che vuole vendicarsi di William per aver intralciato i suoi affari. Non essendo disponibili altri donatori, Banner fornisce il suo sangue per una trasfusione a Jennifer, dal momento che condividono lo stesso gruppo sanguigno e DNA; questo porta la donna ad ottenere anche le radiazioni gamma che contaminano il cugino. Quando i mafiosi si presentano all'ospedale per finire il lavoro uccidendola, Jennifer innesca accidentalmente i suoi nuovi poteri per la prima volta e si trasforma in She-Hulk. In tali panni sconfigge Trask, il quale muore subito dopo cercando di fuggire.
Come She-Hulk, Jennifer ha poteri simili a quelli del cugino, seppur a un livello ridotto, e un aspetto meno mostruoso: similmente ai casi di Bruce, il Capo, Doc Samson e della maggior parte delle persone mutate per radiazioni gamma, in origine la sua forma mutata pare essere plasmata da un desiderio inconscio (nel caso di Jennifer, quello di apparire come la donna ideale). Inizialmente, la trasformazione in She-Hulk viene innescata dalla rabbia, prima di ottenere il controllo dei suoi poteri quando Michael Morbius la cura da una letale malattia del sangue. Per sdebitarsi, Jennifer difende Morbius in tribunale e riesce a ridurre la sua condanna per omicidio colposo, in quanto ha ucciso mentre era sotto la condizione di vampiro.
Un genetista chiamato "Doc" ottiene un campione del sangue di She-Hulk e cerca di catturarla per ottenerne di più, nella speranza di creare un esercito di supercriminali. La donna riesce a fuggire e Doc usa un siero realizzato dal suo sangue per trasformare il suo assistente Ralph Hutchins.
Dopo qualche tempo, Jennifer decide di mantenere permanentemente la sua forma di She-Hulk, in quanto preferisce la libertà e la fiducia che le conferisce rispetto alla sua sé "normale" più timorosa e fragile. Dopo una breve carriera da supereroe indipendente, Jennifer si unisce ai Vendicatori, cosa che la porta a prendere parte alle guerre segrete, venendo trasportata nel Battleworld dall'Arcano, dove combatte contro Titania. Al ritorno sulla Terra, She-Hulk sostituisce temporaneamente la Cosa come membro dei Fantastici Quattro. Durante il suo mandato con il gruppo, Jennifer inizia una relazione con Wyatt Wingfoot. In un'occasione, interviene per prevenire una perdita di radiazioni da un velivolo S.H.I.E.L.D. abbattuto; la sua esposizione alle radiazioni la colpiscono drasticamente e non riesce più a trasformarsi nella sua forma umana originale, cosa che Jennifer prende bene, in quanto preferisce la forma da She-Hulk. In seguito, Leonard Samson e Reed Richards le spiegano che il suo blocco era puramente psicologico. In un'altra circostanza, appare davanti alla Corte Suprema e si scontra di nuovo con Titania.

### La sensazionale She-Hulk
Dopo aver passato degli anni nei Fantastici Quattro, She-Hulk torna a far parte dei Vendicatori. Viene ipnotizzata dal Ringmaster per diventare un'artista nel Circo del Crimine e combatte contro gli Headmen insieme all'Uomo Ragno. Diventa assistente del procuratore distrettuale e inizia a lavorare per Blake Tower; qui incontra Louise Grant Mason, precedentemente nota come il Fantasma Biondo. Nel corso della sua carriera fa molti incontri bizzarri con altri supereroi e supercriminali. A un certo punto, appare una versione grigia di She-Hulk, che appare solo di notte ed è molto simile alla personalità di Hulk, in quanto ha una mentalità infantile, parla in terza persona e si dissocia da Jennifer. In seguito, Jennifer scopre che Louise Mason ha manipolato Tower per assumerla, così che potesse continuare ad apparire in un fumetto e non morire di vecchiaia.
Successivamente, She-Hulk conduce una breve relazione con Luke Cage e fa ritorno nei Vendicatori dopo un periodo di pausa. La presenza del Fante di Cuori, un compagno di squadra che ha l'innata capacità di assorbire le radiazioni che lo circondano, porta Jennifer a non saper gestire le sue trasformazioni e, in un'occasione, arriva a strappare il corpo di Visione a metà. Si scopre poi che tali eventi sono stati scatenati da Scarlet: adesso, quando ha paura, Jennifer si trasforma in una She-Hulk fuori controllo. Temendo di fare del male agli altri, Jennifer si dà alla fuga. I compagni la seguono nell'Idaho, dove la donna si è nascosta, ma l'ansia di venire trovata la trasforma e distrugge gran parte della città di Bone. Bruce è costretto a intervenire e a trasformarsi in Hulk per fermarla e la devastazione di Bone viene attribuita a Hulk. I limiti psicologici della donna inibiscono la sua capacità di trasformarsi e, per un certo periodo, Jennifer lavora come volontaria per aiutare a ricostruire Bone. Dopo aver risolto un omicidio, Walters riacquista la sua fiducia in sé stessa e riesce a tornare She-Hulk per aiutare ulteriormente la ricostruzione della città. L'evento, insieme a uno speciale strumento di Leonard Samson, permette alla donna di avere il pieno controllo delle sue trasformazioni.

### Vendicatori/JLA
Nel crossover Marvel / DC, She-Hulk viene sottoposta al controllo di Starro e viene spinta a combattere i Vendicatori, ostacolandoli nella loro impresa per fermare Krona scontrandosi con Aquaman di Asgard e con gli altri eroi nella Terra Selvaggia. Dopo essere tornata in sé, nella battaglia finale contro Krona, assiste Wonder Woman nel combattere Surtur.

### Single Green Female
Jennifer riprende la sua professione legale a tempo pieno e le viene offerto un posto nella divisione Superumana di New York, a patto che rimanga umana mentre lavora. La donna si sente molto a suo agio sia come Jennifer che come She-Hulk, realizzando di avere molto da offrire al mondo in entrambe le forme. Scopre anche di poter aumentare esponenzialmente la sua forza come She-Hulk allenandosi nei panni di Jennifer.

### Civil War
Con la proclamazione dell'Atto di Registrazione dei Superumani, Jennifer si registra, sostenendo la fazione di Tony Stark; tuttavia, in quanto avvocato, si trova ad assistere anche supereroi che rifiutano di aderire. Accetta di intentare una causa contro Peter Parker per frode per conto di suo suocero, l'editore del Daily Bugle J. Jonah Jameson, dopo la rivelazione che Parker è Spider-Man, sebbene la sua intenzione sia quella di mantenere la causa sospesa a tempo indeterminato. Fa da avvocata all'eroe Speedball. Successivamente, l'agente dello S.H.I.E.L.D. Clay Quartermain informa Jennifer che, data la sua registrazione, ora è arruolata nell'organizzazione e ha come missione quella di combattere vari nemici di Hulk mentre addestra i nuovi eroi che hanno aderito all'iniziativa.

### World War Hulk
Grazie al suo nuovo lavoro con lo S.H.I.E.L.D., She-Hulk scopre da alcune informazioni che l'organizzazione potrebbe conoscere l'ubicazione di suo cugino Bruce, scomparso da tempo. Nell'apprendere ciò, Tony Stark fa iniettare segretamente nella donna un siero composto da nanobot per mantenerla umana, così da impedirle di prendere provvedimenti al riguardo: Jennifer, furiosa, minaccia di distruggere Stark attraverso mezzi legali.
La donna viene poi avvicinata da Amadeus Cho, un giovane genio in cerca di amici di Hulk; spiega che Bruce è stato esiliato nello spazio dagli Illuminati e, dato che Hulk una volta lo ha salvato, ora gli serve aiuto per ritrovarlo. Samson giunge ad arrestare Cho per conto di Reed Richards e di Stark e Cho ripristina temporaneamente i poteri di She-Hulk, dicendole che può restituire i poteri di Jennifer in definitiva se l'aiuterà. Jennifer rifiuta l'offerta, suggerendogli invece di andare da Ercole e da Angel.
Quando Hulk torna sulla Terra assetato di vendetta contro gli Illuminati e attacca Manhattan, Tony disattiva temporaneamente i nanobot nel corpo di Jennifer, permettendole di ottenere la forma di She-Hulk per aiutare l'evacuazione della città e cerca di ragionare con il cugino, il quale rifiuta di ascoltarla e combatte contro di lei, sconfiggendola. Jennifer viene tenuta prigioniera con altri eroi sconfitti e Hulk ricrea la situazione della quale è stato vittima su Sakaar, costruendo un'arena per gladiatori nella quale gli eroi sono costretti a combattere a causa di dischetti dell'obbedienza. In seguito, Stark riattiva il blocco contro Jennifer e lei modifica la sua causa contro Stark per richiedere la disattivazione permanente dei nanobot.

### Avvenimenti seguenti
Quando la situazione si risolve, Jennifer torna nello studio legale per costruire una causa contro Tony, accusato di averle rubato i poteri. Viene chiamata a testimoniare ad un caso in cui Mallory Book sta cercando di dimostrare che i crimini del Capo sono stati causati dal suo radicale cambiamento di personalità dovuto alla sua mutazione e dalla dipendenza che ha sviluppato per i suoi poteri gamma, quindi non va considerato pienamente responsabile delle sue azioni. Mentre testimonia, Jennifer si rende conto che lei stessa è "dipendente" dai poteri gamma, ovvero dalla sua forma di She-Hulk, e Mallory la costringe a dire davanti a tutti di aver avuto una lunga lista di partner sessuali come She-Hulk. Dopo aver trascorso una serata con il suo amico Pug, Jennifer riacquista il buonumore e affronta Mallory, dicendole che porrà fine al caso del Capo. Tuttavia, il Capo viene poi assolto dai suoi crimini.
Successivamente, Jennifer viene portata al cospetto del Tribunale Vivente e le viene chiesto di soppesare il suo universo con quello ultimate; il suo universo vince e Walters si dimette dai Magistrati.
Dopo il processo del Capo, Artie Zix si rivela come RT-Z9 e prende in ostaggio lo staff di GLK&H pretendendo di incontrare un gruppo di alieni provenienti da un angolo della galassia recentemente scoperto dall'Osservatore Qyre. Tali alieni, chiamati Reclusi, vogliono mantenere segreta la loro esistenza. Jennifer decreta che Qyre che non riveli di essere a conoscenza dell'esistenza dei Reclusi, ma poi si scopre che tale obbligo impedisce a Qyre di rivelare quanto ha scoperto, ovvero che un essere malvagio ha conquistato la parte della galassia dei Reclusi per poi prepararsi a conquistare tutto il cosmo. Le azioni di Jennifer rendono possibile un evento distruttivo chiamato Reckoning War, ma successivamente si viene a sapere che la guerra si risolverà favorevolmente.
Jennifer, permanentemente depotenziata, scopre che i turisti di un universo denominato "Alfa" stanno giungendo nel suo universo per ottenere i superpoteri e incontra una sua variante potenziata. Jennifer si rende conto che la Walters Alfa è molto più adatta a vivere nel suo universo e decide di andare lei nell'universo Alfa, mentre la sua sé alternativa prende il suo posto. Prima che Jennifer possa andarsene, Richards si rende conto che può usare la configurazione memorizzata di Alfa She-Hulk per ripristinare i poteri di Jennifer, eliminando i nanobot dal suo corpo. Jennifer rimane quindi nel suo mondo, mentre la Walters alternativa torna nell'universo Alfa per riconciliarsi con il suo fidanzato Pug.
In seguito, She-Hulk assiste Stark nelle indagini sull'omicidio di Emil Blonsky. Viene aggredita e picchiata dall'Hulk Rosso, che sostiene di non essere Bruce, e lei giura di vendicarsi dell'umiliazione subita. Quando l'Hulk Rosso causa un terremoto a San Francisco, Jennifer aiuta a prevenire delle vittime, poi fa squadra con Thundra e Valchiria per catturare il criminale.
Alcuni mesi dopo aver riacquistato le sue capacità, Jennifer viene incaricata di difendere un assassino di nome Arthur Moore. Jennifer riesce a farlo assolvere, ma, subito dopo, Moore le rivela di essere davvero colpevole e si vanta mostrandole immagini dei crimini che ha commessi. L'accaduto porta She-Hulk a perdere nuovamente il controllo, quindi minaccia di ucciderlo se non gli verrà data la pena di morte e rivela pubblicamente la colpevolezza dell'uomo, divulgando anche informazioni riservate e portando la sua radiazione dall'albo. In seguito, Jennifer scopre che Moore era davvero innocente e che le immagini che le ha mostrato sono false: Moore ha agito appositamente per spingere Jennifer al limite, in quanto i suoi datori di lavoro volevano che la donna smettesse di esercitare il mestiere di avvocato. Walters inizia quindi a lavorare come cacciatrice di taglie insieme a un partner Skrull, Jazinda.

### Secret Invasion
Quando gli Skrull fanno partire la loro invasione terrestre, She-Hulk e Jazinda danno la caccia a un membro degli alieni che fa loro da leader religioso. Dopo esserci riuscite, lo portano a New York, dove incontrano il Super-Skrull Kl'rt. Kl'rt è il padre di Jazinda e intende ucciderla, ma lei sopravvive grazie alle sue proprietà rigenerative. Il leader religioso medita di rimuoverle il potere per farla morire, ma She-Hulk lo fa desistere attingendo al suo senso di colpa per non essere stato in grado di salvare il figlio morto in una guerra precedente.

### Liberatrici
Qualche tempo dopo che l'invasione è stata sedata, nel Paese di Marinmer avviene un devastante terremoto. Dal momento che le vittime sono membri di un gruppo religioso minoritario, il governo Marinmer confisca tutti gli aiuti umanitari e le altre nazioni si rifiutano di intervenire per paura di una guerra. She-Hulk e altri eroi delle Liberatrici vanno di nascosto a Marinmer con l'intento di rubare i pacchetti umanitari confiscati e distribuirli alle vittime del terremoto. La Guardia d'Inverno tenta di fermarle, ma poi le lascia andare dopo aver visto la situazione dei terremotati. Successivamente, il governo degli Stati Uniti tenta di arrestare She-Hulk per quello che ha fatto a Marinmer, salvo poi ritirare le accuse per evitare imbarazzo politico. Avendo l'opinione pubblica in suo netto favore, Jennifer sembra pronta a riavere la sua licenza legale ma Jazinda viene catturata dal Behemonth dopo che lui l'attacca per errore, scambiandola per She-Hulk. Jazinda viene portata in un laboratorio governativo e sottoposta a brutali esperimenti per testare la sua capacità di tornare in vita. Jazinda riesce a contattare She-Hulk telepaticamente e l'avverte che verranno a interrogarla sul loro rapporto, chiedendole di dire di non sapere che lei fosse una Skrull. She-Hulk perde il controllo nello scoprire che stanno per vivisezionare Jazinda e la libera, sconfiggendo Behmoth con le Liberatrici. Si scopre poi che Mallory Book è il responsabile dei drammi accaduti a She-Hulk con un gruppo chiamato "Quarta Parete". Book decide di cancellare il piano quando vede come Jennifer abbia rischiato la vita per salvare Jazinda.

### Dark Reign
Jennifer combatte Lyra, la figlia di Hulk e Thundra in una realtà alternativa, dopo che lei giunge dalla sua realtà sulla Terra-616 per ottenere il DNA dell'uomo più forte. Durante il combattimento, Sentry attacca She-Hulk e quest'ultima lo colpisce di rimando, permettendo a Lyra di fuggire.

### M.I.A.
Jennifer incarica Ben Urich di scoprire l'identità di Hulk Rosso e vanno a indagare in una base SHIELD (in realtà una copertura per l'AIM e per il programma gamma del super-soldato) con Peter Parker e Doc Samson. Nella base, Samson si trasforma e combatte Jennifer fino all'arrivo di MODOK. Subito dopo, la struttura esplode a causa di uno scontro tra Hulk e Hulk Rosso.
Successivamente, dopo essere stata imprigionata dall'AIM, Jennifer viene picchiata brutalmente dall'Hulk Rosso, che le spezza il collo, permettendo a She-Hulk Rossa di prendere il sopravvento. Samson la sfrutta per sottoporla ai suoi ordini, ma Lyra interviene a liberare Jennifer e loro due e She-Hulk decidono di allearsi per abbattere le forze dell'Intelligencia.

### Incredible Hulks
Dopo la sconfitta dell'Intelligencia, Jennifer inizia a viaggiare con suo cugino Bruce, Skaar, Korg, Rick Jones e Betty Ross. Skaar si rende conto che suo fratello Hiro-Kala si sta avvicinando e che intende far schiantare il pianeta K'ai sulla Terra e She-Hulk fa parte della squadra che riesce a impedire il disastro. Al ritorno sulla Terra, trovano il mondo in fiamme a causa della Guerra del Caos. Si recano all'Inferno, dove combattono e sconfiggono il Re del Caos. Tornando su una Terra restaurata, vengono accolti come mostri.
Jennifer e Lyra si stabiliscono a New York, dove Lyra inizia a frequentare il liceo nel tentativo di integrarsi meglio con l'umanità e per radunare i restanti membri dell'Intelligencia. Nonostante riescano in quest'ultima impresa, il Mago fugge di prigione e insegue Lyra al ballo di fine anno del liceo, cercando di ucciderla finché non interviene She-Hulk; quest'ultima lo sconfigge, ma l'identità segreta di Lyra viene compromessa. L'accaduto porta gli alunni a rivoltarsi contro Lyra per il rischio che ha fatto correre a tutti la sua presenza e She-Hulk le spiega che devono andarsene, in quanto, nonostante siano eroi, la vita da Hulk è spesso solitaria.

### Fear itself
She-Hulk si unisce a Howard il Papero, Nottolone e Frankenstein per formare una squadra di quattro persone chiamata "i Temibili Quattro" per fermare l'Uomo-Cosa dal suo percorso distruttivo. Successivamente scoprono un complotto di Psycho-Man per utilizzare l'empatia volatile dell'Uomo-Cosa per creare un'arma.

### Fondazione Futuro
She-Hulk diventa un membro della Fondazione Futuro su richiesta della Cosa, prima che i Fantastici Quattro partano per un viaggio attraverso il multiverso.

### Smart Hulk
Dopo aver subito un colpo alla testa come Bruce Banner, quest'ultimo viene curato con l'Extremis e viene elevato allo status di "Smart Hulk", una versione di Hulk con l'intelletto di Banner. Propone di usare lo stesso metodo per curare persone mutate a causa di radiazioni gamma e Steve Rogers cerca di fermarlo; Smart Hulk parla con Jennifer e ammette di stare diventando simile al Maestro, in quanto una parte di lui si diverte a eliminare i suoi "rivali". Riconoscendo che She-Hulk rappresenta l'unica mutazione gamma che ha migliorato legittimamente la vita del soggetto, Smart Hulk le consegna una cura chiedendole di usarla su di lui.

### Gwenpool
Nel primo speciale natalizio di Gwenpool, She-Hulk organizza una festa di Natale per gli eroi, alla quale Gwenpool viene invitata da Howard il Papero.

### Civil War II
Dopo che l'Ulisse Inumano predice l'arrivo di Thanos sulla Terra, She-Hulk viene ferita gravemente dal titano. Iron Man scopre che gli eroi hanno usato il potere precognitivo di Ulisse per tendere un'imboscata a Thanos e decide di assicurarsi che nessuno lo usi più; prima di cadere in coma, Jennifer chiede a Capitan Marvel di combattere per il futuro e, quando si sveglia, pretende di sapere qual è stato il verdetto del processo a Occhio di Falco, accusato di aver sparato a Bruce Banner.
In seguito al funerale di Banner, Jennifer lascia l'attività di supereroi e continua a lavorare come avvocata, pur continuando a trasformarsi in Grey She-Hulk a causa dello stress derivato dallo scontro di Thanos. Jennifer assiste la sua prima cliente, Maise Brewn, una discendente inumana. Quest'ultima arriva a perdere il controllo e ad attaccare diverse persone, finché Jennifer non riesce a fermarla e a impedirle di suicidarsi.
Successivamente, Jennifer si trasforma in Grey She-Hulk e incontra Hellcat, a cui confida di temere di diventare come Bruce. La donna scopre che anche un fornaio di nome Oliver si è trasformato in una creatura simile ad Hulk, quindi lo rintraccia e, come Grey She-Hulk, perde il controllo, quasi uccidendolo. Sebbene Hellcat riesca a calmarla, Jennifer teme sempre di più di perdere nuovamente il controllo.
Qualche tempo dopo, il Capo rapisce Jennifer e la costringe a trasformarsi in She-Hulk per costringerla a uccidere la sua nuova assistente, Royn, che si è sottoposta volontariamente a una trasfusione di sangue per diventare un essere simile ad Hulk. La donna riesce a riprendere il controllo in tempo e sconfigge il Capo, poi chiede aiuto a Florida Mayer, che le dà una pillola speciale per far entrare Jennifer nel suo subconscio, aiutandola a superare i traumi relativi a Hulk, Thanos e Banner. Al suo risveglio, Jennifer torna a essere la normale She-Hulk.
Durante la guerra contro i Cotati, si scopre che She-Hulk è stata uccisa e sostituita da un Cotati, e attacca i Vendicatori quando cercano di negoziare una tregua. Gli eroi riescono a sopravvivere grazie alla Donna Invisibile; successivamente, Jennifer torna in vita grazie al Capo e posseduta da Cotati e combatte contro la Donna Invisibile, Mantis e la Cosa. Di ritorno a New York, Jo-Venn e N'kalla riescono a far rinsavire Jennifer, che ferma gli scontri tra Kree e Skrull. Con la sconfitta di Cotati, She-Hulk e Thor portano via Sequoia.

### Fante di Cuori
Dopo essersi ripresa, Jennifer decide di provare a rimettere insieme la sua vita privata e professionale, venendo assunta dalla sua vecchia rivale Mallory Book per occuparsi di rappresentare legalmente e fare da consulente ad altri superumani. Viene aiutata anche dalla sua amica Janet van Dyne, che le regala un nuovo appartamento. Jennifer riesce anche a stringere amicizia con Titania e inizia una relazione romantica con il suo ex compagno di squadra, il Fante di Cuori.
La scienziata April e il suo marito sovrumano Mark cercano di prosciugare She-Hulk dei suoi poteri per stabilizzare le proprie mutazioni; in questo modo, Jack perde il controllo dei suoi poteri al punto di rischiare di prosciugare Jennifer dei suoi poteri se entrano in contatto fisico, costringendoli a rendere la loro relazione platonica.

## Caratterizzazione

### Poteri e abilità
Una trasfusione di sangue irradiato da raggi gamma del cugino Bruce Banner (Hulk) ha conferito a Jennifer Walters poteri sovrumani. Come She-Hulk, possiede un'enorme forza sovrumana, che potenzialmente la rende la donna fisicamente più forte conosciuta nell'universo Marvel quando il suo stato emotivo è sufficientemente alto. Sebbene la forza fisica di She-Hulk fosse originariamente rimasta a un livello prestabilito e non aumentasse, più tardi è stato dichiarato che la sua forza aumenta ulteriormente per paura o rabbia, in modo simile al suo famoso cugino. Inoltre, il personaggio possiede velocità, agilità, resistenza e riflessi sovrumani. A differenza di Hulk, la personalità e l'intelligenza di Jennifer sono meno influenzate quando è trasformata in She-Hulk, sebbene diventi più sicura di sé e assertiva. Per un lungo periodo di tempo She-Hulk non è stata in grado di ritrasformarsi in Jennifer, ma questo inconveniente non l'ha mai impensierita.
Come She-Hulk, Jennifer è enormemente più forte che in forma umana. Di conseguenza ogni aumento di forza fisica raggiunto tramite un intenso allenamento fisico da Jennifer Walters verrà amplificato in forma di She-Hulk, rendendola ancora più forte. Nel ciclo di storie dello sceneggiatore Dan Slott, dopo essere stata battuta dal Campione dell'Universo, Jennifer Walters si allena per vari mesi con Gamora allo scopo di rafforzarsi in forza fisica e massa muscolare: la sua superiore forma fisica permane in proporzione trasformandosi in She-Hulk, tanto da sconfiggere facilmente l'avversario nella rivincita. In questa forma era in grado di sostenere senza sforzo su un singolo braccio la Cosa al peso massimo con la propria forza limitata da una Jupiter suit, ed era considerata più forte di Ercole. Il suo livello base di forza si è poi abbassato.
Inizialmente in grado di sollevare 75 tonnellate, come riportato nei Marvel Handbook, successivamente è progredita fino alla "100 gamma di tonnellate" (o classe 7/7) che annovera al suo interno i personaggi dotati di forza fisica incalcolabile, tra i quali Ercole, la Cosa, Thor e lo stesso Hulk.
Il fisico di She-Hulk è eccezionalmente resistente al dolore, alle intemperie e ai danni (la sua pelle può sopportare temperature estreme, tremende tensioni e colpi senza ferite da puntura o lacerazioni), e ha un fattore rigenerante che la rende immune a tutte le malattie terrestri e le permette di riprendersi in fretta anche da gravi ferite come quelle date dagli artigli di Wendigo.
She-Hulk è una formidabile combattente corpo a corpo, essendo stata addestrata da Capitan America e Gamora. Anche come Jennifer Walters è in grado di liquidare con le arti marziali numerosi rapinatori più grossi di lei. Durante la saga Planet Without a Hulk di Dan Slott, proprio grazie a queste nuove tecniche di lotta e a strategie ben pianificate riuscirà a sconfiggere Abominio usando la psicologia (con l'aiuto di Doc Samson) e colpendolo ai nervi e in vari punti del corpo, paralizzandolo e dimostrando una discreta conoscenza dell'agopressione; Wendigo (con l'aiuto di Wolverine) ed altri nemici di Hulk. Grazie all'allenamento degli alieni Ovoidi, She-Hulk è in grado di scambiare poteri e corpi con altre donne della stessa specie, ma mantiene la sua pigmentatura verde della pelle; ha fatto uso di questa abilità soltanto una volta.
A differenza di suo cugino, Jennifer conserva quasi sempre la sua piena intelligenza e personalità come She-Hulk. È anche un'avvocata competente ed esperta che ha frequentato l'Università della California a Los Angeles, dove è stata membro dell'Ordine della Cuffia, una società nazionale di merito per i migliori studiosi di diritto; è probabile che abbia conseguito un master e una laurea in giurisprudenza presso la Harvard Law School per integrare il suo dottorato in giurisprudenza. She-Hulk esercitava legalmente come membro dei Magistrati, che aveva il potere di obbligarla a giudicare casi ovunque nel Creato. Smise di operare in questa funzione dopo essersi aggiudicata con successo i meriti per continuare l'esistenza del proprio universo, opposto all'universo Ultimate, davanti al Tribunale Vivente. Ha vinto molte cause e mostrato una grande versatilità nella sua pratica legale, rappresentando eroi in costume, imputati criminali, società e persino vittime di violenza domestica.
Jennifer è un'abile pilota e ha usato in precedenza una automobile Dodge modificata del 1995, equipaggiata con tecnologia che le permette di volare nell'atmosfera terrestre e nello spazio entro distanze limitate e con cui non è possibile effettuare voli interstellari.

### Personalità
La personalità del personaggio è cambiata nel corso dei decenni dalla sua prima apparizione: originariamente irascibile e violenta, ora è raffigurata come una donna amante del divertimento, gentile ed empatica, ma ancora grintosa che usa spesso l'umorismo mentre combatte. Ha affermato che non vuole uccidere i suoi avversari, specialmente quelli che ha già sconfitto. Prova anche un grande rimorso per avere devastato una piccola cittadina (a causa della sua trasformazione divenuta temporaneamente incontrollabile a causa delle radiazioni), e ha aiutato a ricostruirla.
Come avvocata dai forti ideali, difende le libertà civili, i diritti delle minoranze e delle persone con disturbi mentali, inclusi i diritti dei criminali a non essere maltrattati e ad avere una difesa appropriata o quelli dei cittadini a non essere ingannati da corporazioni senza scrupoli. Ma è motivata anche dalla convinzione che è necessario rispettare la legge e l'ordine.
Queste priorità provocano a volte conflitti in Jennifer, come nella sua posizione riguardo all'Atto di Registrazione dei Superumani, quando era stata illusa che Hulk, l'alter ego di suo cugino Bruce Banner (che lei considera come un fratello), era stato lanciato nello spazio senza un giusto processo o quando pensò di essere una torturatrice e assassina di bambini e venne estromessa da qualsiasi carica civile.

In un'intervista lo sceneggiatore Peter David la descrive: 
(Peter David)

### Aspetto e abbigliamento
A causa della sua affiliazione con diversi super-gruppi nel corso degli anni, She-Hulk ha indossato numerosi costumi, così come la sua personalità ha subito cambiamenti significativi: da aggressiva e irascibile a intelligente, vivace e dallo spirito libero.
A causa dei suoi vari cambi di abbigliamento, nessun suo costume può essere considerato iconico. Tuttavia, She-Hulk è immediatamente riconoscibile per la sua statura da gigante, la pelle verde e i lunghi capelli verde scuro. Inoltre, sebbene molto più alta nella sua forma di She-Hulk, la massa corporea di Walters è densa quanto quella del suo normale sé umano.
Al suo debutto, She-Hulk era una creatura massiccia e imponente, con capelli selvaggi e lunghi fino alla vita. Inoltre, indossava un vestito o una camicetta bianca lacerata (il vestito si strappava mentre Walters si trasformava) che copriva sempre la parte superiore e centrale del corpo (in modo simile ai pantaloni che resistevano abbastanza a lungo da coprire Hulk durante le trasformazioni).
In un secondo periodo, She-Hulk cominciò ad indossare abiti di taglia adeguata. Ad esempio, ha iniziato a vestirsi con un completo da ginnastica aerobica a pezzo singolo quando si è unita ai Vendicatori, e poi indossava un costume intero viola con cintura bianca e stivali.
Dopo la prima delle Guerre Segrete, She-Hulk prese il posto della Cosa e divenne un membro a pieno titolo dei Fantastici Quattro. Il suo costume ha mantenuto il design del body, incorporando i colori e lo stile dei costumi della squadra, con un "4" ben visibile sul petto e guanti e stivali bianchi. Dopo aver lasciato i Fantastici Quattro, si unì ai Vendicatori, indossando un costume intero bianco con le insegne blu dei Vendicatori.
She-Hulk ha poi indossato un body viola e bianco, completato da guanti senza dita e scarpe da ginnastica. I suoi capelli sono lunghi e lisci, a differenza di quelli folti e ricci che sfoggiava in passato. Dopo gli eventi di World War Hulk, ha aggiunto jeans larghi a vita bassa a questo look.

## Accoglienza
She-Hulk è stata classificata come il 18º più grande personaggio della Marvel Comics da Comic Book Resources, e come il 104º più grande personaggio dei fumetti di tutti i tempi dalla rivista Wizard.
Jo-Anne Rowney del Daily Mirror ha classificato She-Hulk all'ottavo posto nella sua lista dei migliori supereroi femminili di tutti i tempi.
She-Hulk è stata classificata all'11º posto nella lista delle "100 donne più sexy nei fumetti" di Comics Buyer's Guide.
IGN l'ha anche classificata come l'88º più grande eroe dei fumetti di tutti i tempi, affermando che "molti eroi hanno guadagnato assistenti femminili nel corso degli anni, ma poche di queste donne sono riuscite così abilmente a sfuggire all'ombra dei loro omonimi come She-Hulk.", e 18ª nella loro lista "I Migliori 50 Vendicatori".

### Risposta critica
Jenna Anderson di CBR.com ha scritto: "Sebbene abbia avuto una serie di diverse interpretazioni comiche nel corso degli anni, l'interpretazione di John Byrne di lei in The Sensational She-Hulk è spesso considerata la più iconica, sia per aver sviluppata ulteriormente un personaggio femminile e per aver fatto satira sui cliché dei fumetti dell'epoca. Nei decenni successivi, She-Hulk è rimasta costantemente vivace ed esuberante, ma anche incredibilmente intelligente, empatica e altruista, sia nella sua vita da supereroe che da avvocato."
Deidre Kaye di Scary Mommy ha definito She-Hulk un "modello" e un personaggio femminile "veramente eroico".
Alyssa Rosenberg del Washington Post ha definito She-Hulk una "eroina femminista", affermando: "Fin dall'inizio, She-Hulk era riconoscibile come una manifestazione di un dilemma particolarmente femminile che persiste oggi. È un'espressione di quanto sarebbe fantastico essere non doverti censurare, poterti permettere di arrabbiarti senza che qualcuno ti dichiari poco signorile. [...] She-Hulk non è una fantasia maschile su come funziona la liberazione sessuale, dove le donne si concentrano più sul rendere felici gli uomini che su il proprio piacere. Piuttosto, è un'avventuriera con un chiaro senso della propria gratificazione e gioia."
UGO Networks l'ha anche collocata come uno dei migliori eroi dell'intrattenimento affermando che "se non altro, ha dimostrato di avere una durata di conservazione più lunga di Spider-Woman (che è anche in alcun modo un buon stratagemma di marketing)".

## Altre versioni

### Ultimate
Di She-Hulk esiste anche una versione Ultimate, apparsa nel corso della miniserie Ultimate Wolverine vs. Hulk. In questo universo la gigantessa di giada non è Jennifer Walters, che compare come scienziata dello S.H.I.E.L.D. creatrice di una variante del siero del supersoldato, bensì Betty Ross, che si inietta tale siero per soccorrere Bruce Banner, scampato alla condanna a morte per i crimini commessi da Hulk e braccato da Wolverine su ordine di Nick Fury.
Come l'originale, She-Hulk possiede una forza fisica assimilabile a quella di Hulk, al quale riesce a tenere testa, ma è in grado di controllarsi, indurre ed invertire la trasformazione grazie al Siero modificato per creare «tanti Hulk più calmi».
Dopo uno scontro con Wolverine, che le mette un collare, creato da Forge, in grado di ucciderla qualora si trasformi, viene presa in cura dallo S.H.I.E.L.D. per invertire le sue condizioni.

### Vecchio Logan
In questo universo apocalittico in cui l'America è stata spartita tra i grandi supercattivi, Jennifer ha fatto figli con Hulk e ha dato vita alla Hulk Gang. Viene in seguito uccisa da un infuriato Wolverine.

### Marvel Zombies
Nell'universo apocalittico in cui quasi tutti i personaggi dell'universo Marvel sono stati trasformati in zombie da un misterioso virus di Marvel Zombies, She-Hulk viene convocata nella sede dei Vendicatori dal Colonnello America, uscendone poi già "zombificata". Viene poi bloccata dalla Cosa dopo aver mangiato Franklin e Valeria Richards. La Donna invisibile la ucciderà a malincuore creando un campo di forza dentro la testa di She-Hulk e facendogliela esplodere.

### Terra X
In Terra X, Jennifer Walters viene uccisa mentre è posseduta dall'Hydra; l'essere risultante diventa una Hydra Queen.

### Futuro imperfetto
Nel futuro alternativo del Maestro, Jennifer viene chiamata Shulk e il suo partner è Emil Blonsky; i due uniscono le forze per combattere il Maestro, ma vengono continuamente sconfitti.

## Altri media

### Animazione
- L'incredibile Hulk (1982): in questa serie Jennifer è in grado di controllare completamente la sua trasformazione dalla forma umana a quella di She-Hulk, che inoltre avviene più rapidamente rispetto ai fumetti. Per un breve periodo Bruce riuscirà a trasferire questo auto-controllo su di sé, riuscendo a rimanere cosciente anche quando ha il corpo di Hulk.
- I Fantastici Quattro (1994)
- L'incredibile Hulk (1996): doppiata in originale da Lisa Zane nella prima stagione[109] e Cree Summer nella seconda stagione,[110] mentre in italiano da Dania Cericola. Sebbene appaia solo in due episodi nella prima stagione, She-Hulk è al centro della scena nella seconda, al punto che la nuova stagione ha ribattezzato la serie L'incredibile Hulk e She-Hulk. Durante la seconda stagione, She-Hulk ha dimostrato di godersi una vita attiva di sport per mostrare la sua agilità e forza. Anche se dovrebbe spingersi troppo oltre per troppo tempo, tornerà temporaneamente al suo sé normale; una scarica di adrenalina può farla trasformare di nuovo.
- Sarebbe dovuta apparire in Spider-Man - L'Uomo Ragno  tra gli alleati del protagonista nelle Guerre Segrete ma per una questione di copyright la cosa non è stata possibile.
- I Fantastici 4 - I più grandi eroi del mondo (2006)
- Super Hero Squad Show (2009)
- Ultimate Spider-Man  (2012)
- Hulk e gli agenti S.M.A.S.H. (2013)
- Marvel Super Hero Adventures (2017)

### Marvel Cinematic Universe
- Una miniserie televisiva live-action intitolata She-Hulk: Attorney at Law (2022), ambientata all'interno del Marvel Cinematic Universe (MCU), vede Jennifer Walters alias She-Hulk come protagonista, ed è interpretata da Tatiana Maslany. Rispetto al fumetto Jennifer acquisisce i suoi poteri dopo che lei e suo cugino Bruce hanno avuto un incidente stradale e accidentalmente il sangue delle ferite dei due si mescola provocando la trasformazione di Jennifer in She-Hulk.

### Videogiochi
She-Hulk appare in:
- Marvel Super Heroes
- Marvel Super Heroes in War of the Gems
- Fantastic Four
- Marvel: La Grande Alleanza
- Marvel: La Grande Alleanza 2
- Marvel vs. Capcom 3: Fate of Two Worlds
- Marvel vs. Capcom: Origins
- Marvel: Avengers Alliance
- Marvel Heroes
- Marvel Puzzle Quest
- Disney Infinity
- LEGO Marvel Super Heroes
- Marvel: Sfida dei campioni
- Marvel Mighy Heroes
- Marvel Future Fight
- Marvel Avengers Academy
- LEGO Marvel's Avengers
- LEGO Marvel Super Heroes 2
- Fortnite Battle Royale
- Marvel Strike Force
- Marvel: La Grande Alleanza 3: L'Ordine Nero
- Marvel Duel

## Pubblicazioni

### Pubblicazioni originali
- The Savage She-Hulk: 25 numeri (febbraio 1980 - febbraio 1982)
- Marvel Graphic Novel: n. 18 (novembre 1985)
- The Sensational She-Hulk: 60 numeri (maggio 1989 - febbraio 1994)
- She-Hulk in Ceremony: miniserie di 2 numeri (dicembre 1989 - gennaio 1990)
- Thing and She-Hulk: The Long Night one-shot (maggio 2002)
- She-Hulk: 12 numeri (maggio 2004 - aprile 2005)
- She-Hulk, seconda serie: (dicembre 2005 – aprile 2009)
- She-Hulk: Cosmic Collision: one-shot (febbraio 2009)
- Savage She-Hulk: 4 numeri (giugno 2009 - settembre 2009)
- She-Hulk Sensational: one-shot (maggio 2010)